# Léproserie Saint-Lazare d'Angers
La léproserie Saint-Lazare est une ancienne léproserie située à Angers sur la rive droite de la Maine. Il ne reste aujourd'hui que la chapelle, restaurée de 2008 à 2009, et inscrite au titre de monument historique depuis 1992.

## Histoire

### Fondation
La léproserie Saint-Lazare a été fondée par la confrérie des bourgeois d'Angers au début du XIIe siècle (c.1104-1120).

### Perte de fonction religieuse
La léproserie a perdu sa fonction charitable à la fin du XVIIe siècle et toute fonction religieuse à la fin du XVIIIe siècle à la suite de sa vente comme bien national à la Révolution en 1791. Contrairement à ce qu'affirmait Célestin Port dans son dictionnaire historique du Maine et Loire, la chapelle n'avait pas été détruite, mais « partagée » et redistribuée en unités habitables, la rendant méconnaissable. La rumeur perdurait cependant dans le quartier que cette maison était une ancienne chapelle. Une intervention archéologique a permis la redécouverte fortuite de cet édifice en 1991.
Une association, l'ARCSL (Association pour la Renaissance de la Chapelle Saint Lazare) a alors été constituée par des habitants, des enseignants, archéologues et chercheurs pour obtenir la protection du bâtiment par la DRAC, et lui éviter ainsi une destruction programmée au profit d'un programme immobilier par la municipalité de Jean Monnier.

### Nature des occupants
Après sa vente à un particulier qui l'a transformée en bâtiment d'habitation à la Révolution, la chapelle a hébergé des familles jusqu'à son rachat par la mairie d'Angers pour destruction en 1991. Après près de 20 ans d'atermoiements au grand dam de l'ARCSL et de son président Michel Letertre, la chapelle est finalement restaurée et transformée en salle polyvalente sous le mandat de Jean Claude Antonini.

### Évolution du vocable
La chapelle de la léproserie a toujours porté le vocable de Saint Lazare.

### Évolution du statut durant la période d'activité
L'édifice n'a été chapelle de léproserie qu'à sa fondation au Moyen-âge. Après diverses affectations, il est agrandi et transformé en église paroissiale jusqu'à la Révolution. Après sa vente comme bien national, il est transformé en bâtiment d'habitation par Léonard Desvalois, et le restera jusque dans les années 1980. Après sa sauvegarde in extremis par la DRAC sur requête d'une association (l'ARCSL), la chapelle est laissée à l'abandon une vingtaine d'années par la mairie d'Angers qui l'avait acquise pour la détruire, et se verra finalement contrainte de la conserver, jusqu'à sa réhabilitation  pour transformation en salle polyvalente à partir de 2009 (architecte Valérie Legrand).

## Aujourd'hui
La chapelle de la léproserie renommée "Chapelle Saint Lazare" est actuellement une salle multifonctions, gérée par la ville d'Angers. Elle a été inaugurée le 16 septembre 2009.